# مرشد کامل
مرشد کامل عنوان رسمی رهبران طریقت صفویه و بعدها عنوان مذهبی شاهان صفوی از سده‌های پانزده تا هجده میلادی بود. اگرچه فرمانروایان صفوی در درجهٔ نخست با داشتن عنوان «شاه» در رأس قدرت کشور قرار داشتند، مقام مرشد کامل دومین پایهٔ قدرت آنان به شمار می‌رفت. روایت‌های مختلف نشان می‌دهد که پیروان طریقت صفویه مرشدان کامل خود را همچون خدا پرستش می‌کردند.

## تعریف اجمالی
اگرچه فرمانروایان صفوی در درجهٔ نخست با داشتن عنوان «شاه» در رأس قدرت کشور قرار داشتند، مقام مرشد کامل دومین پایهٔ قدرت آنان بود. به گفتهٔ راجر سیوری، هیچ شکی وجود ندارد که در نیمهٔ آخر قرن پانزدهم میلادی و پیش از برقراری دولت صفویه، رهبر این طریقت در تبلیغات آن نه صرفاً نمایندهٔ امام غایب، بلکه خود آن بود. مریدان حتی رهبر طریقت را تا آنجا می‌رساندند که مدعی می‌شدند «خداوند» در او حلول کرده است. ادعا شده که مریدان شیخ جنید آشکارا از وی با عنوان «خدا» و از پسرش با عنوان «پسر خدا» یاد می‌کردند و در ستایش وی می‌گفتند: «و هو حی القیوم، لا اله الا هو». هنگامی که شیخ حیدر به ریاست طریقت رسید، خلفای صوفی از هر سو به نزد او آمدند و الوهیت وی را بشارت دادند. مظمون اشعار خود شاه اسماعیل یکم نیز گواه مسلمی است که او تمایل داشته پیروانش او را وجودی الهی بدانند. ولادیمیر مینورسکی در این باره می‌نویسد:
«این کافی نیست که حکومت صفویه را [تنها] سلطنتی روحانی بدانیم؛ چه جامعهٔ نخستین مسلمانان در مدینه هم فی‌المثل حکومتی روحانی داشت و البته محمد علاوه بر حاکم بودن، تنها پیامبر خدا بود. درحالی که شاه اسماعیل صفوی و پدران وی، پشتاپشت خویشتن را تجلی گاه و مظهر زندهٔ خداوند تبارک و تعالی می‌دانستند.»
روایت‌های مختلف نشان می‌دهد که پیروان طریقت صفویه مرشدان کامل خود را همچون خدا پرستش می‌کردند. فرستادهٔ ونیزی دالساندری روایت می‌کند که: «شاه تهماسب یکم را به جهت نسبش به علی، نه همچون شاه، بلکه به مانند یک خدا پرستش می‌کنند.» فضل‌الله روزبهان خنجی در کتابش عالم آرای امینی می‌گوید که پیروان شیخ جنید برای وی قائل به مرتبهٔ الوهیت بودند و پسرش شیخ حیدر را پسر خدا می‌شمردند.
ذبیح‌الله صفا علت تصور خدایی مرشدان کامل در نظر سیاحان خارجی را آن می‌داند که مقام بالای آنها در طریقت صفویه، مریدانشان را تا حد سجده و نماز خواندن بر آنان پیش می‌برد.

## یادداشت
1. ↑  ترجمه: و او زنده و پاینده است، خدایی جز او نیست.